# Kościół Świętych Apostołów Piotra i Pawła w Nakle
Kościół Świętych Apostołów Piotra i Pawła – rzymskokatolicki kościół parafialny w Nakle. Świątynia należy do parafii Świętych Apostołów Piotra i Pawła w Nakle w dekanacie Kamień Śląski, diecezji opolskiej.

## Historia kościoła
Kościół w Nakle został wybudowany w latach 1938–1940. Jego zewnętrzna elewacja została wykonana z kamienia. Organy wybudował Carl Berschdorf po 1940 roku.